# Boêmios do Jardim Catarina
Boêmios do Jardim Catarina é uma escola de samba do carnaval de São Gonçalo, que está sediada no bairro de Jardim Catarina.
No ano de 2010, com o enredo "Sua vida e a história do seu povoado", e samba composto por Amauri Niterói, a escola desfilou a uma hora da manhã, com 300 integrantes divididos em 10 alas, conquistando o primeiro lugar no grupo B do carnaval Gonçalense com 88,7 pontos, sendo promovida ao grupo principal da cidade.
A escola abriu o Carnaval em 2011, no sábado, dia 5 de março, obtendo a quarta colocação
Em 2012, abordou em seu desfile a história da criação do homem segundo Gênesis.
Em 2013, a presidência e sua diretoria resolveram homenagear a cidade fluminense de Bom Jesus do Itabapoana, com um sampa composto por Bené do Cavaco que foi defendido na avenida pelo Intérprete Maycon Simpatia e sua equipe de canto formada por Tiago Daniel, Wallace Buda, Kokinho Santos e Anderson Moreno. A bateria Swing Gonçalense de Mestre Fabinho e do Diretor Vitawn do Porto conquistaram o 4º lugar do grupo Especial gonçalense.
O ano de 2014 trouxe uma grata surpresa e a maior das conquistas da tricolor gonçalense. Abordando uma homenagem a Acadêmicos do Cubango, escola tradicional e multicampeã de Niterói, a Boêmios finalmente chegaria ao seu primeiro título do grupo Especial gonçalense, sagrando-se campeã com o enredo "Cubango, me inspirarei em ti para refletir as suas Glórias" mantendo vários componentes do carnaval anterior como Maycon SImpatia, Ueli Vargas, Mestre Fabinho, Vitawn do Porto, Tiago Daniel, Wallace Buda, Marlon Carvalho (cavaco), Paulo Lage (cordas), Emerson Carmo, Verônica (PB), Roberto (MS). A escola obteve ainda premiações de Melhor Intérprete, Melhor Comissão de Frente e Melhor Momento do Carnaval Gonçalense.

## Segmentos

### Presidentes
| Nome          | Mandato        | Ref.  |
| ------------- | -------------- | ----- |
| Januir Vargas | ? - atualidade | [ 3 ] |

### Presidentes de Honra
| Nome  | Mandato        | Ref. |
| ----- | -------------- | ---- |
| Qinho | ? - atualidade |      |

### Diretores
| Ano  | Diretor de Carnaval | Diretor geral de harmonia | Mestre de bateria | Ref.  |
| ---- | ------------------- | ------------------------- | ----------------- | ----- |
| 2013 | Qinho               |                           |                   | [ 3 ] |
| 2016 |                     |                           |                   |       |

### Coreógrafo
| Ano  | Nome | Ref. |
| ---- | ---- | ---- |
| 2016 |      |      |

### Casal de Mestre-sala e Porta-bandeira
| Ano  | Nome | Ref. |
| ---- | ---- | ---- |
| 2016 |      |      |

### Rainhas de bateria
| Período | Rainha | Madrinha | Ref. |
| ------- | ------ | -------- | ---- |
| 2016    |        |          |      |

## Carnavais
| Ano  | Colocação | Grupo | Enredo                                                            | Carnavalesco                                            | Intérprete | Ref.              |
| ---- | --------- | ----- | ----------------------------------------------------------------- | ------------------------------------------------------- | ---------- | ----------------- |
| 2010 | Campeã    | B     | Sua vida e a história do seu povoado                              |                                                         |            | [ 4 ]             |
| 2011 | 4º lugar  | A     | Astrologia, o universo do zodíaco                                 |                                                         |            | [ 2 ]             |
| 2012 | 4º lugar  | A     | A criação do mundo: dos céus, da terra e de tudo que neles existe |                                                         |            | [ 5 ]             |
| 2013 | 4º lugar  | A     | Bom Jesus, As belezas e encantos do Itabapoana                    |                                                         |            | [ 6 ]             |
| 2014 | Campeã    | A     | Cubango, me inspirei em Ti para Refletir as Suas Glórias          | Ueli Vieira e Comissão (Adão Martins e Vitawm do Porto} |            | [ 3 ] [ 7 ] [ 8 ] |
| 2015 | 3º lugar  | A     | Candomblé, misticismo e fé                                        |                                                         |            |                   |
| 2016 |           | A     |                                                                   |                                                         |            |                   |